# Cephalospargeta elongata
Cephalospargeta elongata är en fjärilsart som beskrevs av Heinrich Benno Möschler 1890. Cephalospargeta elongata ingår i släktet Cephalospargeta och familjen nattflyn. Inga underarter finns listade i Catalogue of Life.